# Diédougou (Koutiala)
Diédougou è un comune rurale del Mali facente parte del circondario di Koutiala, nella regione di Sikasso.
Il comune è composto da 4 nuclei abitati:
- Kossourouna
- Kouô (centro principale)
- Massabala
- Touloumina